# Nannoniscoides excavatifrons
Nannoniscoides excavatifrons is een pissebed uit de familie Nannoniscidae. De wetenschappelijke naam van de soort is voor het eerst geldig gepubliceerd in 1970 door Birstein.